# Phthiria crocogramma
Phthiria crocogramma är en tvåvingeart som beskrevs av Hesse 1938. Phthiria crocogramma ingår i släktet Phthiria och familjen svävflugor. Inga underarter finns listade i Catalogue of Life.